# Prostitución en Tayikistán
La prostitución en Tayikistán es legal, pero toda actividad relacionada con la solicitación, el proxenetismo y administración de burdeles, está penado por la ley. La prostitución ha aumentado dentro del país desde la caída de la Unión Soviética. ONUSIDA estima que existen 14 100 trabajadoras sexuales en Tayikistán. En 2015, el gobierno estableció una cifra oficial de 1 777 prostitutas y 194 burdeles. La prostitución se realiza en las calles, bares, restaurantes, cabarets y saunas, y se estima que hay un 3.5% de prevalencia del VIH entre las trabajadoras sexuales.
Anteriormente, como la solicitud era una ofensa administrativa, las prostitutas arrestadas recibían una multa nominal y eran liberadas, mientras que las que procuran son enjuiciadas, y pueden recibir condenas de hasta 8 años de cárcel. En 2015, se aplicó una nueva ley que duplica la multa por solicitación, y agregó 15 días de arresto domiciliario como sanción.
Siendo el país más pobre en emerger de la Unión Soviética, las dificultades económicas son las principales razones de por qué las mujeres del país se dedican a la prostitución.
El tráfico sexual es un problema de carácter nacional.

## Campaña de 2014
En junio de 2014, el ministro de Interior, Ramazon Rahimov, expresó sus preocupaciones ante el crecimiento de “crímenes inmorales”, y ordenó tomar medidas drásticas sobre la prostitución. Los burdeles debían ser allanados y las trabajadoras sexuales debían ser arrestadas, y obligadas a realizarse exámenes de VIH y otras enfermedades de transmisión sexual. En los primeros días, 505 prostitutas fueron detenidas en la capital del país, Dusambé, de las cuales 450 padecían alguna infección de transmisión sexual, de acuerdo a un comunicado emitido por el ministerio. Además, 30 de ellas fueron multadas.
Las trabajadoras sexuales han reportado que con ello han sido víctimas de violaciones y abusos sexuales, y que los policías las obligan a tener relaciones sexuales con ellos a cambio de su libertad.

## Turismo sexual
Tayikistán es un destino de turismo sexual  para los afganos. La presencia de un régimen más liberal en el país, más el altísimo nivel de pobreza y un idioma similar, hace que el país sea atractivo para los afganos, incluso si una visa tayika puede alcanzar los $500 dólares. Sin embargo, Tayikistán tiene tan mala reputación en Afganistán, que los afganos que viajan a ese país le mienten a sus esposas que están viajando hacia la India.

## Tráfico sexual
Tayikistán es un país de origen y destino para mujeres y niños sometidos al tráfico sexual. Estás víctimas generalmente provienen de Turquía, Emiratos Árabes Unidos, y Rusia, Arabia Saudita, Kazajistán, y Afganistán, así como al interior del país.
Las mujeres y niños cada vez son más vulnerables a este tipo de trata. En algunos casos, los trabajadores migrantes suelen abandonar sus familias, lo que vuelve más vulnerable al tráfico sexual a la mujer cuando intenta sostener a la familia. Algunas mujeres que fueron a Siria o Irak bajo promesas de matrimonio terminaron siendo víctimas de esclavitud sexual. Las mujeres y niñas tayikas son transportadas a Afganistán con el fin de realizar matrimonios forzados, lo que es considerado como tráfico sexual. Los niños tayikos son sometidos a la trata entre Tayikistán y Afganistán.
El artículo 130.1 del Código Penal de 2003, modificado entre 2004 y 2008, penaliza todas las formas de tráfico, incluyendo el uso de la fuerza, el fraude o la coerción con el propósito de explotación sexual y trabajos forzados. El artículo establece condenas que van desde los 5 hasta los 15 años de cárcel.
La Oficina de Monitoreo y Combate al Tráfico de Personas del Departamento de Estado de los Estados Unidos, posicionó a Tayikistán como un país de 'Nivel 2'.